# 堀礼文
堀 礼文（ほり れいもん、1946年11月28日 - 1986年3月7日）は、日本の俳優。本名及び別名義:堀 弘一。
福井県出身。明治大学卒業。第七企画に所属していた。

## 来歴、人物
俳優小劇場養成所出身。
特技は柔道、関西弁。
1986年3月7日に死去。39歳没。

## 出演作品

### テレビドラマ
- 刑事くん 第3部 第31話「盗まれた警察犬」（1975年、TBS / 東映）
- 特別機動捜査隊 NET / 東映） 
  - 第713話「涙の渡り鳥」（1975年） - 警官
  - 第738話「十字架を背う女」（1976年） - 隊員B
  - 第743話「火遊びの女」（1976年） - 刑事B
  - 第781話「純愛の女」（1976年） - 小林
- 夜明けの刑事（TBS）
  - 第41話「魔が差した若い二人」（1975年）
  - 第58話「おんな一人夜の恐怖!」（1976年）
  - 第82話「裏切りの烙印に賭ける!!」（1976年）
- 大河ドラマ（NHK）
  - 風と雲と虹と（1976年） - 武者、海賊
  - 花神（1977年）
    - 第20話「夷人館燃ゆ」
    - 第51話「暗殺者」 - 脱走兵

  - 黄金の日日（1978年） - 百足
  - 獅子の時代（1980年） - 兵士
  - 峠の群像（1982年） - 嶺善左衛門
    - 第28話「大石動く」
    - 第33話「主税の恋人」

  - 春の波涛（1985年） - 髭の男
- 太陽にほえろ!（NTV / 東宝）
  - 第249話「嘘」（1977年） - 江口
  - 第333話「刑事の約束」（1978年） - ジョー
  - 第354話「交番爆破」（1979年） - 片桐一郎
  - 第359話「ジョギングコース」（1979年） - 武藤
  - 第393話「密偵」（1980年） - 佐川（怪盗103号）
  - 第445話「人質を返せ!」（1981年） - 小西良一
  - 第514話「ドックの苦手」（1982年） - 大町正
  - 第612話「怒れる狙撃者」（1984年） - 下田
- 華麗なる刑事 第22話「嘘つき幸ちゃんの憧れ」（1977年、CX / 東宝）
- 大都会シリーズ（NTV / 石原プロ）
  - 大都会 PARTII（1977年）
    - 第26話「Gメン抹殺指令」
    - 第36話「挑戦」

  - 大都会 PARTIII
    - 第2話「白昼のパニック」（1978年）- 大塚亮介
    - 第14話「刑事が消えた」（1979年）
    - 第40話「ドクター宗方の証言」（1979年）
    - 第45話「深夜の殺人者」（1979年）
- 明日の刑事（1977年、TBS）
- 青春の門 第二部 第6話（1978年、MBS）
- 特捜最前線（ANB / 東映）
  - 第42話「Gメン・波止場に消ゆ!」（1978年）
  - 第86話「死んだ男の赤トンボ!」（1978年）-　三村一男
  - 第144話「ヨーコ・二人だけの新春哀歌!」（1980年）
  - 第151話「喝采・地上20メートルの密室!」（1980年）
  - 第171話「プノンペンから来た女!」（1980年）
  - 第185話「スキャンダルを拾った刑事!」（1980年）
  - 第219話「鉢植えを抱えた17才!」（1981年）
- Gメンシリーズ（TBS / 東映→近藤照男プロ）
  - Gメン'75
    - 第144話「雪原に消えた13人の乗客」（1978年） - 高松（農協強盗団）
    - 第163話「首のない女の人形」（1978年） - 桑山
    - 第233話「金髪女性連続殺人」（1979年） - 片岡忠雄
    - 第253話「白バイに乗った暗殺者たち」（1980年） - 木島
    - 第258話「大空港の逃亡者」（1980年） - 戸山
    - 第295話「午前6時の通り魔」（1981年） - 松崎登
    - 第305話「ノーパン喫茶殺人事件」（1981年） - 山崎
    - 第312話「口紅連続殺人」（1981年） - 狙撃犯
    - 第326話「闇の中の女子大生殺人」（1981年） - 荒巻吾一
    - 第337話「荒れる中学生 終電車殺人事件」（1981年） - 小杉勇二

  - Gメン'82
    - 第6話「サラ金に来た雨合羽の男」（1982年） - 細谷徹
    - 第15話「現金輸送車の殺人ドライブ」（1983年） - 阿久津
- 八甲田山死の彷徨（1978年、TBS） - 鉄太郎
- 大追跡 第7話「札束と赤いバラ」（1978年、NTV / 東宝）
- 大空港 第17話「戦慄!!ハネムーン・ツアージャック」（1978年、CX / 松竹） - 鈴木芳男
- TBS特別企画 / 熱い嵐（1979年、TBS）
- ザ・スーパーガール 第25話「さらば女豹 女がすべてを賭ける時」（1979年、12ch / 東映）
- 西部警察（ANB / 石原プロ）
  - 第9話「ヤクザ志願」（1979年） - 針尾組組員
  - 第28話「横浜ベイ・ブルース」（1980年） - 針尾組組員
  - 第37話「炎の中で甦れ!」（1980年） - 今井の仲間
  - 第42話「ピエロの名演」（1980年） - 小沼
  - 第64話「九州横断大捜査網!! -前編-」（1981年） - 高田の仲間
- 大激闘マッドポリス'80 第2話「No.1抹殺計画」（1980年、NTV / 東映） - 舛田
- 大捜査線シリーズ 追跡 第34話「この子はだァれ?」（1980年、CX）
- 警視-K 第12話「ディス・イズ・ファミリー」（1980年、NTV）
- ドラマ人間模様（NHK）
  - 夢千代日記 第3話、第4話（1981年） - 沼田の子分（黒メガネの男、サン商会構成員）
  - 新 夢千代日記 第2話（1984年） - 児玉
- 噂の刑事トミーとマツ（TBS / 大映テレビ）
  - 第1シリーズ 第63話「悪党め! ちん兵器で御用だ!!」（1981年）
  - 第2シリーズ（1982年）
    - 第2話「トミコ大合唱! ムム、なめんなよ」
    - 第29話「大ピンチ! 恋した男は変身できぬ?」
- プロハンター 第10話「手錠のままの追跡」（1981年、NTV / セントラル・アーツ）
- 時代劇スペシャル（CX）
  - 八幡鳩九郎（1981年）
  - 西海道談綺（1983年）
  - 音なし源 さの字殺し（1983年）
  - 御用牙（1984年）
- ザ・ハングマンシリーズ（ABC / 松竹芸能）
  - ザ・ハングマン 第37話「悪のカゲに浮気妻あり」（1981年） - クラブのオーナー
  - ザ・ハングマン4 第24話「落ちこぼれ小学生が密売組織と勝負する!」（1985年） - 新井
  - ザ・ハングマンV 第10話「ファルコンが宝石強盗の襲撃に加わる!」（1986年） - 田島
- ドラマスペシャル / 遥かなりマイ・ラブ -娘たちの戦後-（1981年）
- 金曜ドラマ / 想い出づくり。 第7話「夜の道ではなく-。」（1981年、TBS）
- おてんば宇宙人 第4話「クリスタルでダウン!」（1981年、NTV / 国際放映）
- 大江戸捜査網（TX）
  - 第529話「掟に泣く隠密同心」（1982年） - 堀田忠信
  - 第540話「殺し屋軍団 逆転の切り札」（1982年）
  - 第564話「新登場 炎のおんな隠密」（1982年） - 虎吉
  - 第581話「処刑直前! 獄中の隠密同心」（1983年） - 半助
  - 第593話「女を狩る通り魔 陶酔の宴」（1983年） - 水野秀之進
- 同心暁蘭之介 第32話「別れの歌」（1982年、CX）
- ザ・サスペンス / 柿ノ木坂の首吊り殺人事件（1982年、TBS）
- 火曜サスペンス劇場 / 誰かが殺意を（1982年、NTV）
- 暁に斬る! 第15話「越後湯けむり女の情」（1983年、KTV）
- 婦警さんは魔女 第2話「罰下る! あぁ恥ずかしいこのコトバ」（1983年、TBS / 大映テレビ）
- 木曜ゴールデンドラマ / 裁かれる母性（1983年、YTV）
- 暴れん坊将軍II（ANB）
  - 第45話「いかさま奉行の鴨ネギ音頭!」（1984年） - 紋次
  - 第96話「母も切ない鬼は外!」（1985年） - 佐々木
- スーパーポリス 第1話「今晩は! ヤクザINアメリカ」（1985年、TBS）
- 花田春吉なんでもやります 第9話「大きくなったら何になる?」（1985年、TBS） - 竹盛数馬の父親

### 映画
- 外人妻（1973年、日活） - 川本
- 昭和おんなみち 裸性門（1973年、日活） - 俳優
- 女調査員SEXレポート 主婦売春（1973年、日活） - 早瀬吾郎
- 新宿ラブ・ホテル 週（秘）天国（1973年、日活） - 竹さん
- 嗚呼!!花の応援団（1976年、日活） - 柏原リーダー長
- 嗚呼!!花の応援団 役者やのォー（1976年、日活） - 柏原リーダー長
- 嗚呼!!花の応援団 男涙の親衛隊（1977年、日活） - 小川統制部長
- 八甲田山（1977年） - 渡辺伍長
- 新宿乱れ街 いくまで待って（1977年、日活） - 正平
- 詩雨おばさん（1977年） - 工員の男
- 襲え!（1978年、にっかつ） - 金井竜一
- （秘）肉体調教師（1978年、にっかつ） - 坂口達也
- 高校エマニエル 濡れた土曜日（1978年、にっかつ） - バーテンダー
- 殺人遊戯（1978年、東映セントラルフィルム）
- 天使のはらわた 赤い教室（1979年、にっかつ） - 杉山
- 女生徒（1979年、にっかつ） - マスター
- 宇能鴻一郎の看護婦寮日記（1979年、にっかつ） - 銭形
- 昼下がりの女 挑発!!（1979年、にっかつ） - 明夫
- 太陽を盗んだ男（1979年、東宝）
- 朝はダメよ!（1980年、にっかつ） - 純チャン
- スケバンマフィア 恥辱（1980年、にっかつ） - 弘
- 戦争の犬たち（1980年、アサルトプロダクション） - プロバー
- ヨコハマBJブルース（1981年、東映） - 鳥井
- 丑三つの村（1983年、松竹富士） - 村の若い衆
- お姉さんの太股（1983年、にっかつ） - カメラマン
- イヴちゃんの姫（1984年、にっかつ） - 中丸
- 火まつり（1985年、シネセゾン） - 青年
- 二代目はクリスチャン（1985年、東宝 / 角川春樹事務所） - 森田
- 犬死にせしもの（1986年、松竹） - 伝次郎